# Gouvernement Marie
Quatrième République
Robert Schuman I Robert Schuman II
Le gouvernement André Marie est le gouvernement de la France du 26 juillet au 28 août 1948, et le quatrième de la présidence de Vincent Auriol (1947-1954).
Le gouvernement obtient l'investiture de l'Assemblée nationale par 352 voix contre 190. Face au désaccord entre l'orthodoxie financière défendue par Paul Reynaud et les théories socialistes, Marie démissionne le 28 août 1948.

## Chronologie (1948)
- 19 juillet : chute du premier gouvernement Robert Schuman.
- 26 juillet : début du gouvernement André Marie investi par l'Assemblée nationale par 352 voix contre 190.
- 5 septembre : début du  second gouvernement Robert Schuman.

## Composition

### Président du Conseil
| Image | Fonction             |  | Nom         | Parti |
| ----- | -------------------- |  | ----------- | ----- |
|       | Président du Conseil |  | André Marie | RAD   |

### Vice-présidents du Conseil
| Image | Fonction                  |  | Nom                  | Parti |
| ----- | ------------------------- |  | -------------------- | ----- |
|       | Vice-Président du Conseil |  | Léon Blum            | SFIO  |
|       | Vice-Président du Conseil |  | Pierre-Henri Teitgen | MRP   |

### Ministres d'État
| Image | Fonction        |  | Nom            | Parti |
| ----- | --------------- |  | -------------- | ----- |
|       | Ministre d'État |  | Paul Ramadier  | SFIO  |
|       | Ministre d'État |  | Henri Queuille | RAD   |

### Ministres
| Image | Fonction                                               |  | Nom               | Parti |
| ----- | ------------------------------------------------------ |  | ----------------- | ----- |
|       | Garde des Sceaux                                       |  | Robert Lecourt    | MRP   |
|       | Ministres des Affaires étrangères                      |  | Robert Schuman    | MRP   |
|       | Ministre de l'Intérieur                                |  | Jules Moch        | SFIO  |
|       | Ministre de la Défense nationale                       |  | René Mayer        | RAD   |
|       | Ministre de la France d'Outre-mer                      |  | Paul Coste-Floret | MRP   |
|       | Ministre des Finances et des Affaires économiques      |  | Paul Reynaud      | DVD   |
|       | Ministre de l'Éducation nationale                      |  | Yvon Delbos       | RAD   |
|       | Ministre des Travaux publics et des Transports         |  | Christian Pineau  | SFIO  |
|       | Ministre de l'Agriculture                              |  | Pierre Pflimlin   | MRP   |
|       | Ministre du Commerce et de l'Industrie                 |  | Robert Lacoste    | SFIO  |
|       | Ministre du Travail et de la Sécurité sociale          |  | Daniel Mayer      | SFIO  |
|       | Ministre des Anciens combattants et Victimes de guerre |  | André Maroselli   | RAD   |
|       | Ministre de la Santé publique et de la Population      |  | Pierre Schneiter  | MRP   |
|       | Ministre de la Reconstruction et de l'Urbanisme        |  | René Coty         | DVD   |

### Secrétaires d'État
| Image | Fonction                                                                         |  | Nom                      | Parti |
| ----- | -------------------------------------------------------------------------------- |  | ------------------------ | ----- |
|       | Secrétaire d'État à la Présidence du Conseil et à l'Enseignement technique       |  | André Morice             | RAD   |
|       | Secrétaire d'État à l'Information                                                |  | François Mitterrand      | UDSR  |
|       | Secrétaire d'État chargé de la Fonction publique et des Réformes administratives |  | Jean Biondi              | SFIO  |
|       | Secrétaire d'État chargé des PTT                                                 |  | Eugène Thomas            | SFIO  |
|       | Secrétaire d'État aux Finances                                                   |  | Maurice Petsche          | PPUS  |
|       | Secrétaire d'État aux Finances et aux Affaires économiques                       |  | Joseph Laniel            | PRL   |
|       | Secrétaire d'État au Ravitaillement                                              |  | Yvon Coudé du Foresto    | MRP   |
|       | Secrétaire d'État aux Forces armées (Marine)                                     |  | Joannès Dupraz           | MRP   |
|       | Secrétaire d'État aux Forces armées (Air)                                        |  | Maurice Bourgès-Maunoury | RAD   |